# Do You Remember? (Phil Collins)
Do You Remember? è una canzone del cantante britannico Phil Collins, estratta come singolo dall'album ...But Seriously nel 1990. Il brano ha avuto meno successo nei paesi europei, ma ha raggiunto il primo posto nelle classifiche canadesi e statunitensi. Nel Regno Unito è stato pubblicato in versione dal vivo per promuovere l'album Serious Hits... Live!.
Il singolo è diventato estremamente popolare in Bulgaria, dopo essere stato scelto come canzone dei titoli di coda di un programma televisivo per ragazzi negli anni novanta.

## Tracce
CD maxi
1. Do You Remember? (Live)
2. Against All Odds (Take a Look at Me Now) (Live)
3. Doesn't Anybody Stay Together Anymore? (Live)
4. Inside Out (Live)

CD maxi - Caroussel boxset
1. Do You Remember? (Live)
2. Doesn't Anybody Stay Together Anymore? (Live)
3. The Roof Is Leaking (Live)

7" single
1. Do You Remember? (Live)
2. Against All Odds (Take a Look at Me Now) (Live)

12" single
1. Do You Remember? (Live)
2. Against All Odds (Take a Look at Me Now) (Live)
3. Doesn't Anybody Stay Together Anymore (Live)

## Formazione
- Phil Collins – voce, tastiera, percussioni
- Daryl Stuermer – chitarra
- Pino Palladino – basso
- Stephen Bishop – cori

## Classifiche
| Classifica (1990–1991)                       | Posizione massima |
| -------------------------------------------- | ----------------- |
| Canadian Singles Chart                       | 1                 |
| Dutch Mega Top 100                           | 20                |
| French SNEP Singles Chart                    | 22                |
| German Singles Chart                         | 46                |
| Irish IRMA Singles Chart                     | 25                |
| UK Singles Chart                             | 57                |
| U.S. Billboard Hot 100                       | 4                 |
| U.S. Billboard Hot Adult Contemporary Tracks | 1                 |